# Daniel Warmbach
Daniel Warmbach (født 21. juli 1999) er en dansk fodboldspiller, der spiller for Boldklubben Frem. Han blev født på Herlev Hospital, og er opvokset i Bagsværd.

## Karriere

### Akademisk Boldklub
Daniel Warmbach startede sin fodboldkarriere som ungdomsspiller i AB. Den 14. april 2017 debuterede han for AB’s førstehold. Han forladt klubben den 30. juni 2023, hvor han i alt spillede 111 kampe og scoret 4 mål for klubben.

### Boldklubben Frem
Den 17. juli 2023 blev det offentliggjort, at Daniel Warmbach skiftede til Boldklubben Frem. Den 5. august 2023 debuterede Daniel Warmbach for Frem mod Næsby Boldklub, som endte med en 2-4 sejr til Frem.